# Norman Dello Joio
Norman Dello Joio (24 de Janeiro de 1913 — 24 de Julho de 2008) foi um compositor estadunidense.

## Biografia
Norman Dell Joio nasceu Nicodemo DeGioio em Nova Iorque, filho de imigrantes italiano, o nome "Gioio" foi posteriormente anglicanizado para "Joio". Ele começou sua carreira musical como um organista e diretor de coral na Igrera Estrela do Mar na Ilha de Nova Iorque aos quatorze anos. Seu pai foi um organista, pianista e treinador vocal, trabalhando com muitas estrelas do Metropolitan Opera. Ele encinou piano para Norman aos quatro anos de idade. na sua adolescência, Norman começou a estudar órgão com seu avô materno, Pietro Yon, que foi organista na Catedral de São Patrick. Em 1939 ele recebeu uma bolsa de estudos da Escola de Música Juilliard, onde ele estudou composição com Bernard Wagennar. Ele foi o pai do medalhista olímpico Norman Dello Joio.
Enquanto ele estudava, ele trabalhou como organista na Igreja Santa Ana, mas logo decidiu que não queria ser organista. Em 1941 ele começou a estudar com Paul Hindemith, que o encorajou a seguir seu talento. Entre 1944 e 1950 ele lecionou na Faculdade Sarah Lawrence e na Faculdade de Música Mannes. Ele também serviu como professor na Faculdade de Finas Artes da Universidade de Boston. Em 1978 ele se aposentou e mudou-se para a Lond Island. Ele morreu enquanto dormia em 24 de Julho de 2008 em sua casa em Nova Iorque.
Recebeu o Prémio Pulitzer de Música em 1957 por Meditations on Ecclesiastes.
Atualmente, ele é considerado um dos mais famosos compositores estadunidenses. Ele recebeu muitos prêmios e reconhecimentos. Ele foi um compositor prolífico em uma variedade de gêneros, entretanto, é mais conhecido pelas suas obras para coral. 

## Lista de Composições[1]
- Suite for piano, 1940
- Ballad of Thomas Jefferson for voice, 1943
- Vigil Strange for mixed chorus and piano (four hands), 1943
- Magnificat for orchestra, 1944
- Sextet for three recorders and string trio, 1944
- The Mystic Trumpeter for mixed chorus and French horn, 1945
- Prelude: To a Young Musician for piano, 1945
- To a Lone Sentry for orchestra, 1945
- On Stage ballet score for orchestra, 1945
- Suite from "On Stage" for two pianos, 1945
- Prelude: To a Young Dancer for piano, 1946
- Concerto for harp and orchestra, 1946
- A Jubilant Song for mixed or women's chorus and piano, 1946
- Sonata 1 for piano, 1947
- A Fable for mixed chorus and piano, 1947
- Madrigal for mixed chorus and piano, 1947
- Sonata 3 for piano, 1948
- Mill Doors for voice, 1948
- Sonata 2 for piano, 1948
- Trio for flute, cello, and piano, 1948
- New Born for voice, 1948
- There is a Lady Sweet and Kind for voice, 1948
- Fantasia on a Gregorian Theme for violin and piano, 1949
- Concert Music for orchestra, 1949
- Duo Concertato for cello and piano, 1949
- The Assassination for voice, 1949
- Lament for voice, 1949
- Diversion of Angels ballet score for small orchestra, 1949
- Variations and Capriccio for violin and piano, 1949
- Nocturne in E for piano, 1950
- Nocturne in F-sharp for piano, 1950
- Variations, Chaconne, and Finale for orchestra, 1950
- "The Triumph of St. Joan", opera in 3 Acts, 1950 (later adapted into The Trial at Rouen for television and into a one act opera)
- A Psalm of David for mixed chorus, strings, brass, and percussion, 1951
- New York Profiles for orchestra, 1952
- The Bluebird for mixed chorus and piano, 1952
- Serenade for orchestra (based on "Diversion of Angels"), 1953
- Somebody's Coming for mixed chorus and piano, 1953
- Epigraph for orchestra, 1953
- Song of the Open Road for mixed chorus, trumpet, and piano, 1953
- Song of Affirmation for mixed chorus, soprano, narrator, and orchestra, 1953
- Sweet Sunny for mixed chorus and piano, 1954
- Six Love Songs for voice, 1954
- The Tall Kentuckian incidental music for soloists, chorus, and orchestra, 1954
- Concertante for clarinet and orchestra, 1955
- Aria and Toccata for two pianos, 1955
- The Ruby opera in one act, 1955
- Adieu, Mignonne, When You Are Gone for women's chorus and piano, 1955
- Meditations on Ecclesiastes for string orchestra, 1956
- Air Power symphonic suite for orchestra, 1957
- To Saint Cecilia for mixed chorus and brass, 1958
- O Sing unto the Lord for male chorus and organ, 1959
- The Listeners for voice, 1960
- The Holy Infant's Lullaby for voice (also for mixed or women's chorus and piano), 1962
- Family Album for piano four hands, 1962
- Prayers of Cardinal Newman for mixed chorus and organ, 1962
- Three Songs of Adieu for voice, 1962
- Fantasy and Variations for piano and orchestra, 1963
- Fantasies on a Theme by Haydn, 1963
- Variants on a Medieval Tune for band, 1963
- Un Sonetto di Petrarca for voice, 1964
- Colloquies for violin and piano, 1964
- Song's End for female chorus and piano, 1964
- The Louvre television score, 1964
- Suite for the Young for piano, 1964
- Three Songs of Chopin for orchestra (also for two or four voice chorus with piano or orchestra), 1964
- From Every Horizon for band, 1965
- Laudation for organ, 1965
- Antiphonal Fantasy for organ, brass, and strings, 1966
- Scenes from "The Louvre" for band, 1966
- Songs of Walt Whitman for mixed chorus and orchestra or piano, 1966
- A Christmas Carol for voice (also for mixed or women's chorus and piano), 1967
- Five Images for piano four hands, 1967
- Air for Strings for string orchestra, 1967
- Five Images for orchestra, 1967
- Proud Music of the Storm for mixed chorus, brass, and organ, 1967
- Bright Star for voice (also for two voice or mixed chorus and piano), 1968
- Christmas Music for piano-four hands (also for mixed chorus and piano), 1968
- Fantasies on a Theme by Haydn for band, 1968
- Years of the Modern for mixed chorus, brass, and percussion, 1968
- Bagatelles for harp, 1969
- Capriccio on the Interval of a Second for piano, 1969
- Homage to Haydn for orchestra, 1969
- Mass for mixed chorus, brass, and organ, 1969
- Note Left on a Doorstep for voice, 1969
- Songs of Abelard for baritone solo and band, 1969
- The Lamentation of Saul for baritone, flute, oboe, clarinet, viola, and piano (also for full orchestra), 1970
- Evocations for mixed chorus and orchestra or piano, 1970
- Lyric Pieces for the Young for piano, 1971
- Choreography for string orchestra, 1972
- The Developing Flutist, suite for flute and piano, 1972
- Of Crows and Clusters for mixed chorus and piano, 1972
- Psalms of Peace for mixed chorus, trumpet, French horn, and organ, 1972
- Come to Me My Love for mixed chorus and piano, 1973
- Concertante for Wind Instruments for band, 1973
- The Poet's Song for mixed chorus and piano, 1974
- Three Essays for clarinet and piano, 1974
- Leisure for mixed chorus and piano, 1975
- Lyric Fantasies for viola and string orchestra (or string quintet), 1975
- Stage Parodies for piano-four hands, 1975
- Diversions for piano, 1975
- Five Lyric Pieces for the Young Organist, 1975
- Mass in Honor of the Blessed Virgin Mary for cantor, congregation, mixed choir, and organ (or brass), 1975
- Mass in Honor of the Eucharist for cantor, congregation, mixed choir, and organ, 1975
- Notes from Tom Paine for mixed chorus a cappella, 1975
- Satiric Dances for a Comedy by Aristophanes for band, 1975
- Colonial Ballads for band, 1976
- Colonial Variants for orchestra, 1976
- Songs of Remembrance for baritone voice and orchestra, 1976
- Southern Echoes for orchestra, 1976
- Arietta for string orchestra, 1978
- Caccia for band, 1978
- Concertante for chamber orchestra, 1978
- As of a Dream for Narrator, Soloists, Optional Dancers, Mixed Chorus, and Orchestra, 1979
- The Dancing Sergeant for Band, 1979
- Salute to Scarlatti for Piano or Harpsichord, 1980
- Sonata for Trumpet and Piano, 1980
- Hymns Without Words for Mixed Chorus and Orchestra, 1981
- The Psalmist's Meditation for Mixed Chorus and Piano, 1981
- Concert Variants for Piano, 1983
- Ballabili for Orchestra, 1983
- Love Songs at Parting for Mixed Chorus and Piano, 1984